# المحقق غادجيت 2015
المحقق غادجيت هو مسلسل رسوم المتحركة امريكي كندي إنتاج سنة 2015 بتقنية سي جي آي
فهي نسخة مطورة من المسلسل الأصلي الذي عرض قبل سنوات.

## روابط خارجية
- المحقق غادجيت 2015 على موقع IMDb (الإنجليزية)
- المحقق غادجيت 2015 على موقع نتفليكس (الإنجليزية)
- المحقق غادجيت 2015 على موقع فيلمافينيتي (الإسبانية)
- المحقق غادجيت 2015 على موقع كينوبويسك (الروسية)
- المحقق غادجيت 2015 على موقع ألو سيني (الفرنسية)
- المحقق غادجيت 2015 على موقع قاعدة بيانات الفيلم (الإنجليزية)